# Jelševec (gmina Krško)
Jelševec – wieś w Słowenii, w gminie Krško. W 2018 roku liczyła 6 mieszkańców.